# Tåstrup
Tåstrup (danska: Taastrup) är en tätort i Region Hovedstaden i Danmark. Tätorten har 37 231 invånare (2024). Den är centralort i Høje-Tåstrups kommun och ligger på Själland. Tåstrup är en västlig förstad till Köpenhamn och är beläget cirka 18 kilometer väster om centrala Köpenhamn.